# Juliana Mesquita
Juliana Mesquita (Londrina, 13 de março de 1981) é uma atriz brasileira.

## Biografia
Começou a estudar Teatro no Grupo TAPA e completou a sua formação no Centro de Pesquisa Teatral no SESC de São Paulo em 1996 sob a direção de Antunes Filho (este coordena um curso cujo método de trabalho é famoso tanto pelo seu rigor técnico, quanto pelos seus pressupostos humanísticos e que tem como objetivo principal a pesquisa de novos textos, novas linguagens e novas montagens), tal formação tornou-se decisiva e foi a base para que o seu talento se demonstrasse.
Em seguida entra na Faculdade de Comunicação da  Fundação Armando Álvares Penteado - FAAP e nesta se formou em cinema em 2001.
No final da sua formação, de Agosto a Dezembro do ano de 1999, passou um semestre na University of California em Berkeley, nos Cursos de Teatro e Iniciação musical e canto no Laney College, o que lhe permitiu conhecer novos métodos de trabalho e adquirir novas experiências.
Na volta fez o curso O ator do século XXI com Hélio Cícero no Teatro do Centro da Terra, e trabalhou na apresentação de cenas de nova dramaturgia, coordenadas por Samir Yasbeck, que coordenava então o Grupo de teatro de alunos da FAAP e dirigida por Hélio Cícero em 2002.
Se numa primeira fase da sua carreira o teatro foi a interpretação que mais privilegiou, e onde teve as primeiras oportunidades de representação, colaborando primeiro com o grupo NUTEA - Núcleo Teatral de Engenharia da Arte em 2004, atuando no Teatro Augusta, e mais tarde com o projeto cia dos dramaturgos em 2005 na peça Mais Um, de Cássio Pires, atuando no Teatro do Centro Cultural Vergueiro.
Juliana nunca deixou de trabalhar em cinema ou como diretora de casting de várias curtas–metragens, como Uma Palavra de Vera Haddad ou O Santo Salvador e o Demônio de Daguito Rodrigues ou como atriz de outras como Blackout de Felipe Pio, Capela de Mariana Fresnot ou a História Secreta do Telemarketing de Bia Flecha esta mais recente de 2005.
Foi mais tarde na TV e em várias telenovelas e seriados que ganhou visibilidade a sua estreia foi como Renatinha' na telenovela Mulheres Apaixonadas de Manoel Carlos, na Rede Globo em Março de 2003, tendo também bastante visibilidade as suas participações em Da Cor do Pecado, Bicho do Mato na Rede Record e mais recentemente na mini série JK em que atuou como Naná Kubitschek (irmã de JK) na primeira fase deste seriado, pelo meio fez em 2003 um curso na Oficina de Atores da Rede Globo com Tônio Carvalho e Ana Kfouri.
Mesmo assim não deixou o teatro e atuou em 2006 na peça Leila Baby, de Mário Bortoloto com a direção de Jairo Matos, no Teatro da Cultura Inglesa de Pinheiros de São Paulo.
Nunca deixou de intervir a nível social tendo por exemplo coordenado em parceria com a Forja 21, uma Oficina de Criação de Teatro e a peça Em outubro, flores!, escrita por Gérri Rodrian, ao Fórum Juvenil da Agenda 21, Forja 21 em Santos, e político, sendo assessora directa da vereadora Soninha Francine na Câmara Municipal de São Paulo, com quem ainda colabora esporadicamente.

## Carreira

### Na televisão
| Ano  | Título                      | Personagem             | Notas                           |
| ---- | --------------------------- | ---------------------- | ------------------------------- |
| 2020 | Hard                        | Bruna                  | 1 episódio                      |
| 2016 | Chamado Central             | Mulher chorando        |                                 |
| 2013 | Amor à Vida                 | Atendente do Aeroporto | Participação Especial           |
| 2010 | Tribunal na TV              | Janete                 | Episódio: "O Maníaco do Parque" |
| 2008 | Água na Boca                | Camila Pereira         |                                 |
| 2007 | Amigas e Rivais             | Georgina               |                                 |
| 2006 | Bicho do Mato               | Graça                  |                                 |
| 2006 | JK                          | Naná Kubitschek        |                                 |
| 2005 | Clara e o Chuveiro do Tempo | Nina                   |                                 |
| 2004 | Da Cor do Pecado            | Mila                   |                                 |
| 2003 | Mulheres Apaixonadas        | Renatinha              |                                 |

### No cinema
| Ano  | Título                            | Personagem | Notas          |
| ---- | --------------------------------- | ---------- | -------------- |
| 2019 | Onde Quer que Você Esteja         | Laís       |                |
| 2016 | O Amor no Divã                    | Fabiana    |                |
| 2015 | Coração pela Boca                 | Juliana    | Curta-metragem |
| 2005 | História Secreta do Telemarketing | —          | Curta-metragem |
| 2003 | Dois em Um                        | —          | Curta-metragem |

### No teatro
- 2022 - Extra!Ordinárias (produção)[4]
- 2022 - Myseria
- 2021 - Vaca e Outras Moças de Família
- 2019 - O Baile
- 2017 - Relicário
- 2016 - Improfesta
- 2016 - Pessoas Perfeitas
- 2016 - Sobre Ratos e Homens
- 2012 - A Carne Exausta[1]
- 2006 - Leila Baby
- 2005 - Mais Um
- 2004 - Em outubro, flores!